# Daniel Funeriu
Daniel Petru Funeriu (* 11. dubna 1971, Arad) je rumunský chemik, politik, bývalý europoslanec, ministr školství a poradce prezidenta Traiana Băsescu.

## Biografie
Narodil se roku 1971 v Aradu tehdejší Rumunské socialistické republice. První roky života strávil se svými rodiči a dědečkem z matčiny strany v Săvârșinu a ve věku 2 let se rodina přestěhovala do Temešváru, kde se jeho otec stal výzkumným pracovníkem na Rumunské akademii a jeho matka odbornou asistentkou na tamní univerzitě. V roce 1985 nastoupil do chemicko–biologického ročníku na výběrové Střední školue filologické a historické. V roce 1988 v jedenácté třídě získal stříbrnou medaili na balkánské chemické olympiádě v bulharské Sofii. V létě 1988 využil cesty do Francie a nevrátil se do komunistického Rumunska. Usadil se ve Štrasburku, kde byl přijat na Lycée International des Pontonniers. Jelikož mu bylo méně než 18 let a neměl rodiče ani prostředky, získal na začátku svého pobytu ve Francii podporu ze systému sociální podpory. Pár měsíců po příjezdu do Francie vyhrál druhou cenu francouzské chemické olympiády.

### Politická kariéra
Od prosince 2008 do července 2009 zastupoval Rumunsko v Evropském parlamentu. Od prosince 2009 do února 2012 byl ministrem školství za Emila Boca. Krátce poté se stal poradcem prezidenta Traiana Băsesca.
Kandidoval v prezidentských volbách v roce 2025, kde skončil se ziskem 0,53 % hlasů na sedmém místě a do druhého kola voleb tak nepostoupil.
Sám sebe označuje za ordoliberála.

## Soukromý život
Jeho otec byl filolog Ionel Funeriu a jeho matka Maria Funeriu, učitelka rumunského jazyka. Má sestru. Je ženatý s francouzskou občankou Sandrou Funeriu, se kterou se seznámil na večírku ve Štrasburku v roce 1994 a má dvě děti.